# Olcella pleuralis
Olcella pleuralis är en tvåvingeart som först beskrevs av Becker 1912.  Olcella pleuralis ingår i släktet Olcella och familjen fritflugor. Inga underarter finns listade i Catalogue of Life.